# Datenberg (Thüringer Wald)
Der Datenberg ist ein bewaldeter Berg im Gebiet der Gemeinde Bad Tabarz, Ortsteil Cabarz im Landkreis Gotha.
Der Datenberg hat eine Gipfelhöhe von 641,3 m ü. HN und erhebt sich etwa 200 Höhenmeter über das Vorland im westlichen Teil des Thüringer Waldes.
An den Flanken des Datenberges befinden sich der Mühlgrund und der Lauchagrund, zwei Klammtäler, die den mittelalterlichen Altstraßen einen verhältnismäßig leichten Aufstieg zur Passhöhe am Kleinen Inselsberg ermöglichten. Hinter einem Bergvorsprung verborgen lag die Leuchtenburg und ihre vorgelagerte Warte, die Stolzenburg – zuletzt zwei berüchtigte Raubritterburgen. Von ihrer Existenz künden heute nur noch Urkunden und Beschreibungen aus dem 19. Jahrhundert, das betreffende Areal wurde seit den 1950er Jahren zum Abbau von Porphyr genutzt, der überwiegend als Straßenschotter Verwendung findet.
Rings um den Berg befinden sich mehrere Sehenswürdigkeiten und ein dichtes Netz von Wander- und Spazierwegen. Am Nordhang wurde vom Tabarzer Bürgern ein Rhododendronpark angelegt. Er befindet sich neben dem Wintersportzentrum von Tabarz mit der Schanzenanlage. Im oberen Teil des Berghanges trifft man auf eine Downhill-Strecke für Radsportler. Im Lauchagrund befinden sich mehrere Ausflugsgaststätten, die Aufstiegswege zum Rennsteig markieren.